# Gauche démocratique et sociale
 (mars 2024).
La Gauche démocratique et sociale (GDS) est une organisation politique française socialiste, fondée en 2018 par Gérard Filoche, à la suite de son départ du Parti socialiste. Elle est dissoute en 2025 lors de sa fusion dans L'Après.
Elle a pour origine la tendance Démocratie & Révolution (D&R) au sein de la Ligue communiste révolutionnaire, puis le courant Démocratie & Socialisme (D&S) au sein du PS.

## Historique

### Tendance de la LCR
Après la dissolution de la Ligue communiste en 1973 et la constitution de la LCR un an plus tard, Gérard Filoche obtient que soit accepté le droit à une tendance au sein de la LCR et participe à la création de la tendance T1 (20 % des voix au congrès de 1975). Elle se distinguait en défendant un « travail de masse », un « front unique » et un « gouvernement PS-PC » (syndicat étudiant, syndicat lycéen, syndicat de soldats, unité des syndicats de salariés). Elle représentait l'opposition à la T2, majoritaire, d'Alain Krivine, Daniel Bensaïd et Henri Weber.
Membre de la majorité en 1979, Gérard Filoche ne peut empêcher la scission d'une aile de son ancienne tendance avec Daniel Gluckstein, qui se rallie au lambertisme au congrès de L'Haÿ-les-Roses en novembre 1979.
Tout au long des années 1980, la T1 forme la minorité « unitaire » de la LCR  avant de créer « Vent d'Est » lorsque survient la chute du mur de Berlin puis le mensuel « Démocratie & Révolution » (D&R) en 1992. À la suite du refus de la LCR de voter à gauche au scrutin de 1993, Gérard Filoche et 150 autres militants de la tendance décident de rejoindre le Parti socialiste en septembre 1994.

### Courant du PS
À la suite de son adhésion au PS, Gérard Filoche intègre immédiatement son Conseil national et devient membre du Bureau national de 2000 à 2002. Il est un fervent défenseur de l'union de toute la gauche.
La revue Démocratie et Révolution devient alors Démocratie et Socialisme (D&S) et intègre le courant de la Gauche socialiste (GS) animé par Julien Dray et Jean-Luc Mélenchon. Gérard Filoche et ses proches, se veulent alors la passerelle entre les différentes sensibilités de la gauche du PS.
Après l'éclatement de la Gauche socialiste à l'été 2002, Gérard Filoche cofonde en 2003, le courant Nouveau Parti socialiste (NPS) avec Vincent Peillon, Arnaud Montebourg et Benoît Hamon en prévision du Congrès de Dijon. Une partie des militants du courant D&S préfère suivre Jean-Luc Mélenchon dans le courant Nouveau Monde (NM) qu'il vient de former avec Henri Emmanuelli.
Il mène campagne pour le « Non » au Traité constitutionnel européen, contre la position officielle du Parti socialiste, alors que le courant NPS, qui s'est aussi prononcé pour le « Non », ne mène pas campagne. Poussé vers la sortie du NPS par Vincent Peillon à cause de cette campagne publique, il cofonde en 2005 le courant Alternative socialiste (AS) avec Henri Emmanuelli, Marc Dolez et Jean-Pierre Masseret. Il milite pour une alliance négociée entre AS et NPS afin de déposer une motion commune au congrès du Mans. Mais à l'issue de celui-ci, il refuse avec Marc Dolez la synthèse souhaitée par Emmanuelli. Les deux fusionnent leurs sensibilités dans le courant Forces militantes pour la démocratie et le socialisme (FMD&S).
Néanmoins, Marc Dolez décide de rompre unilatéralement l'alliance FMD&S après la désignation de Ségolène Royal comme candidate à l'élection présidentielle de 2007. Alors que Gérard Filoche, qui avait milité pour la désignation de Laurent Fabius, choisit de mener la campagne de Ségolène Royal pour battre Nicolas Sarkozy, Marc Dolez refuse de faire campagne pour la candidate désignée. D&S devient alors un courant autonome.
En juin 2008, le courant présente une contribution dans le cadre de la préparation du congrès de Reims du PS, avant de rejoindre en septembre 2008, la motion Un Monde d'Avance (UMA) portée par Benoît Hamon, qui réunie l'ensemble des sensibilités de la gauche du PS.
Le courant soutient la candidature de Martine Aubry durant la Primaire citoyenne de 2011.
Au congrès de Toulouse, il présente sa contribution « Redistribuer les richesses d'abord ». Benoît Hamon, alors ministre du gouvernement Ayrault, refuse de présenter une motion  Un monde d'avance. Le courant D&S décide de former avec Emmanuel Maurel et Marie-Noëlle Lienemann la motion « Maintenant la gauche : le social au cœur » dont Gérard Filoche est le numéro 2.
Au congrès de Poitiers des 6 et 7 juin 2015, il se prononce « pour une seule grande tendance de tous ceux qui défendent le meilleur de la tradition socialiste en opposition à un gouvernement qui conduit la gauche dans le mur ». Il participe à la contribution générale du courant Maintenant la gauche (MLG) puis soutient la motion B déposée avec Un Monde d'Avance et les « frondeurs », qui obtient 30 % des voix.
A la fin de la présidence de François Hollande, la revue D&S ne relève que onze engagements tenus sur 70, mais également « neuf régressions qui n’étaient pas prévues ». Gérard Filoche estime que « le quinquennat Hollande est le pire que la gauche ait connu en cent ans d'histoire ».

### Transformation en parti
Le 21 novembre 2017, le bureau national du PS décide à l'unanimité d'exclure Gérard Filoche après le relais sur Twitter d'un photomontage antisémite par celui-ci. Le 29 novembre, L'Humanité publie une pétition signée par plusieurs personnalités qui prend la défense de Gérard Filoche et critique l'« atteinte portée à l’honneur d’un militant qui a consacré sa vie entière à défendre les libertés syndicales et le Code du travail, à lutter contre le racisme et l’antisémitisme ». Un meeting pour « rétablir son honneur » se tient à la Bourse du travail de Paris, le 9 décembre 2017.
Il demande alors que le PS fasse savoir ce qu'a exactement décidé le bureau national et qu'il lui permette un recours, mais il affirme ne recevoir aucune réponse. Il n'est plus membre du PS depuis le 13 janvier 2018 et tient une réunion le 20 janvier à Paris, avec 1 111 militants socialistes appelant à la « reconstruction de la gauche » et à la création de la Gauche démocratique et sociale (GDS).
A sa création, le mouvement est rejoint par Jean-Yves Lalanne, maire de Billère (réélu en 2020) et Catherine Touchefeu, conseillère départementale de la Loire-Atlantique dans le canton de Nantes-7 (elle ne se représente pas en 2021).
Lors des élections régionales de 2021, GDS participe selon les régions à des listes de gauche comme en Auvergne-Rhône-Alpes sur la liste PS-PRG de Najat Vallaud-Belkacem, en Bourgogne-Franche-Comté sur la liste GRS-LFI de Bastien Faudot, en Île-de-France sur la Liste LFI-PCF de Clémentine Autain, en Occitanie sur la liste LFI de Myriam Martin et en Loire-Atlantique sur la liste PS-PCF de Guillaume Garot. Il présente également quelques candidats pour les élections départementales dans la Marne ou en Haute-Vienne. Mais le parti n'obtient aucun élu à l'issue de ces élections.
Gérard Filoche se déclare en juillet 2021 candidat à la primaire populaire, un scrutin organisé par des militants indépendants qui souhaitent une candidature commune à gauche. Il n'obtient pas les parrainages de citoyens nécessaires.
Après avoir soutenu Jean-Luc Mélenchon à l'élection présidentielle de 2022, GDS participe à l'union de la gauche formée par la NUPES aux élections législatives. Un membre de la GDS est candidat dans la première circonscription des Pyrénées-Atlantiques,,.

#### Élections législatives de 2024
Lors des élections législatives de 2024 consécutives à la dissolution décidée par Emmanuel Macron, Philippe Pascal, membre de GDS, est candidat dans la première circonscription de Vaucluse contre le candidat du Nouveau Front populaire Raphaël Arnault, investi par LFI à qui revient la circonscription selon l'accord de la gauche.

### Fusion dans L'Après
Le 31 janvier 2025, le parti annonce que ses adhérents et ceux de L'Après ont voté pour une fusion de deux mouvements dans le second en indiquant que « Cette fusion débute le 1er février 2025 » ,. Démocratie & socialisme devient le journal de L'Après. Le but final est la création d'un parti de gauche unitaire favorable à l'union de la gauche.